# Drake-Gletscher
Der Drake-Gletscher (polnisch Lodowiec Drake’a) ist ein großer Gletscher an der Nordküste von King George Island im Archipel der Südlichen Shetlandinseln. Er liegt zwischen dem False Round Point und dem Glass Point und mündet in die Corsair Bight.
Polnische Wissenschaftler benannten ihn 1984 in Verbindung mit der Benennung der Bucht, in die er fließt. Namensgeber ist der englische Freibeuter und Entdecker Francis Drake (≈1540–1596).